# Kosmatice
Kosmatice (kocmatice) je označení pro květ černého bezu a také pro jídlo, které se z těchto květů připravuje. Podle časopisu Český lid je to termín, který též označuje smažená vejce.
Jídlo kosmatice se připravuje tak, že se čerstvě natrhané květy obalí v těstíčku z vajec a mouky a smaží se v horkém oleji stopkami směrem vzhůru podobně jako placky. Pak se stopky odstřihnou, placka se otočí a dosmaží i na druhé straně. Další variantou přípravy je použití akátových květů místo bezových.